# Michio Fukuoka
Pour les articles homonymes, voir Fukuoka (homonymie).
Michio Fukuoka (福岡道雄, Fukuoka Michio) est un sculpteur japonais né en 1936 à Sakai, dans la préfecture d'Osaka et mort le 15 novembre 2023.

## Biographie
Fukuoka est professeur à l’université des Beaux-Arts du Kansai.

## Styles
Michio Fukuoka commence sa carrière dans les années 50 en effectuant à l'aveugle des moulages en plâtre de trous qu'il avait creusés dans le sable.
Dans les années 60, il crée une série de sculptures ressemblant à des ballons flottant dans l'air.
Dans les années 70, Michio Fukuoka produit des sculptures gigantesques de phalènes dans différentes positions.
Dans les années 80, il passe au thème d'autoportraits dans des paysages, créant des boites noires en plastique sur lesquelles il se représente en miniature effectuant des activités comme pêcher et désherber son jardin.
Michio Fukuoka simplifie encore son thème d'autoportrait en créant une série de boites en bois à sa taille, appelées cercueils.
Dans les années 90, il crée des panneaux en plastique noir sur lesquels il grave en blanc des centaines de fois la même phrase.
Dans les années 2000, il simplifie encore son art en produisant des « Boules pourries », dont la forme ressemble vaguement à des testicules. En 2005, Michio Fukuoka devient, selon ses propres mots, « un sculpteur qui a arrêté de sculpter ».
Il meurt le 15 novembre 2023.

## Expositions[5]
- 1958 : Hakuhou Gallery, Osaka, Japon.
- 1987 : Gallery 16, Kyoto, Japon.
- 1990 : Shinanobashi Gallery, Osaka, Japon.
- 1990 : Tokyo Gallery, Tokyo, Japon.
- 1993 : Muramatsu Gallery, Tokyo, Japon.
- 1993 : Shinanobashi Gallery, Osaka, Japon.
- 1996 : Kasahara Gallery, Osaka, Japon.
- 1997 : Art space NIJI, Kyoto, Japon.
- 1998 : Shinanobashi Gallery, Osaka, Japon.
- 1998 : Muramatsu Gallery, Tokyo, Japon.
- 1999 : Tokyo Gallery, Tokyo, Japon.
- 2000 : Musée des Beaux Arts d'Itami, Japon
- 2001 : INAX Gallery 2, Tokyo, Japon.
- 2017 : Michio Fukuoka: A Sculptor Who No Longer Sculpts, Musée National des Beaux-Arts d'Osaka, 28 octobre-24 décembre 2017[6]